# Litehu
Litehu è una circoscrizione rurale (rural ward) della Tanzania situata nel distretto di Tandahimba, regione di Mtwara. Conta una popolazione di 5 528 abitanti (censimento 2012).